# Ray Iggleden
Ray Iggleden (17 tháng 3 năm 1925 - 17 tháng 12 năm 2003) là một cầu thủ bóng đá người Anh, thi đấu cho Leicester City, Leeds United và Exeter City. Ông thi đấu hơn 100 trận cho Leeds và là vua phá lưới một mùa giải. Ông sinh ra ở Hull.